# 人及び人民の権利に関するアフリカ憲章
人及び人民の権利に関するアフリカ憲章（ひとおよびじんみんのけんりにかんするアフリカけんしょう、英：Afrcan Chater on Human and Peoples' Rights 、仏：Charte africaine des droits de l'homme et des peuples）は、アフリカ統一機構（2002年にアフリカ連合に移行）によって国際連合憲章と世界人権宣言を踏まえて、そのアフリカ地域での保証を目的に1981年、ケニアのナイロビにて採択された国際人権条約である。

## 締結
1989年以降、憲章の実施に関する「アフリカ委員会」の本部が置かれているガンビアのバンジュールにちなんでバンジュール憲章の別称がある。
この条約は1986年10月21日21カ国の批准により発効した。現在の批准国は53カ国であり、南スーダン共和国を除くアフリカ連合の全ての加盟国が批准している。

## 内容
この条約は前文と68条からなり、前文では植民地主義、新植民地主義、アパルトヘイト、シオニズムの廃絶が謳われ、第1条から第26条にかけては、自由権と共に経済的、社会的、文化的権利を含む世界人権宣言に記された全ての人権の保障を明記している。
第15条では勤労権を『同一労働同一賃金』と共に保障している。さらに第20条では「民族自決の権利」、第22条では「民族の発展」、第24条には環境権が盛り込まれているのが特徴的である。第27条から第29条にかけては個人の義務について記述されている。
第30条以降では「人と人民の権利に関するアフリカ委員会」について規定され、第45条に於いては加盟国の国民のこの条約に保障された権利の促進を行う任務を負うことが記されている。そしてこの「アフリカ委員会」は国民の人権状況について調査し加盟国に勧告を行うことが記されている。
なお、2007年にこの「人と人民の権利に関するアフリカ委員会」の委員長に選出されたボツワナのサンジ・ムナセノノ・モナゲング (Sanji Mmasenono Monageng) は2006年11月にはジョグジャカルタ原則採択に際して署名者の一人となり、2009年以降は国際刑事裁判所の判事を務めている。

## 議定書
2003年7月11日には、女性器切除の禁止を含めた、女性のあらゆる権利の同権を定めたマプト議定書がモザンビークの首都であるマプトにて採択された（2011年現在署名国は46カ国、批准国は28カ国）。
そして2004年1月25日には、「アフリカ人権委員会」や自国民が人権蹂躙を被っている加盟国、そしてアフリカに関する国際組織が人権問題について起訴できる機関である「人及び人民の権利に関するアフリカ裁判所」 (African Court on Human and Peoples' Rights) について規定した、「アフリカ人権裁判所に関する議定書」が採択された。

## 関連事項
- 子供の権利と福祉に関するアフリカ憲章（英語版）
- アフリカ人権委員会（英語版）
- アフリカ連合
- 国際人権法
- 新植民地主義
- 同一労働同一賃金
- 女性器切除
- 第三世代の人権